# 4441 Toshie
4441 Toshie (1985 BB) là một tiểu hành tinh vành đai chính được phát hiện ngày 26 tháng 1 năm 1985 bởi Tsutomu Seki ở Geisei.